# Mascarville
Mascarville (okzitanisch Mascarvila) ist eine französische Gemeinde mit 181 Einwohnern (Stand: 1. Januar 2022) im Département Haute-Garonne in der Region Okzitanien. Sie gehört zum Arrondissement Toulouse und zum Kanton Revel. Die Einwohner werden Mascarvillois genannt.

## Lage
Mascarville liegt in der Landschaft Lauragais, 25 Kilometer östlich von Toulouse und drei Kilometer nördlich von Caraman. Umgeben wird Mascarville von den Nachbargemeinden Francarville im Norden, Loubens-Lauragais im Nordosten, Albiac im Osten, Caraman im Süden und Westen sowie Prunet im Nordwesten.

## Bevölkerungsentwicklung
| Jahr                       | 1962 | 1968 | 1975 | 1982 | 1990 | 1999 | 2006 | 2013 | 2020 |
| Einwohner                  | 132  | 117  | 82   | 74   | 98   | 139  | 193  | 166  | 185  |
| Quellen: Cassini und INSEE |      |      |      |      |      |      |      |      |      |

## Sehenswürdigkeiten
- Windmühle von Carretou aus dem 17. Jahrhundert, Monument historique seit 1992
- Schloss Mascarville mit Park, seit 1992 Monument historique
- Kirche Saint-Étienne, erbaut im 18. Jahrhundert

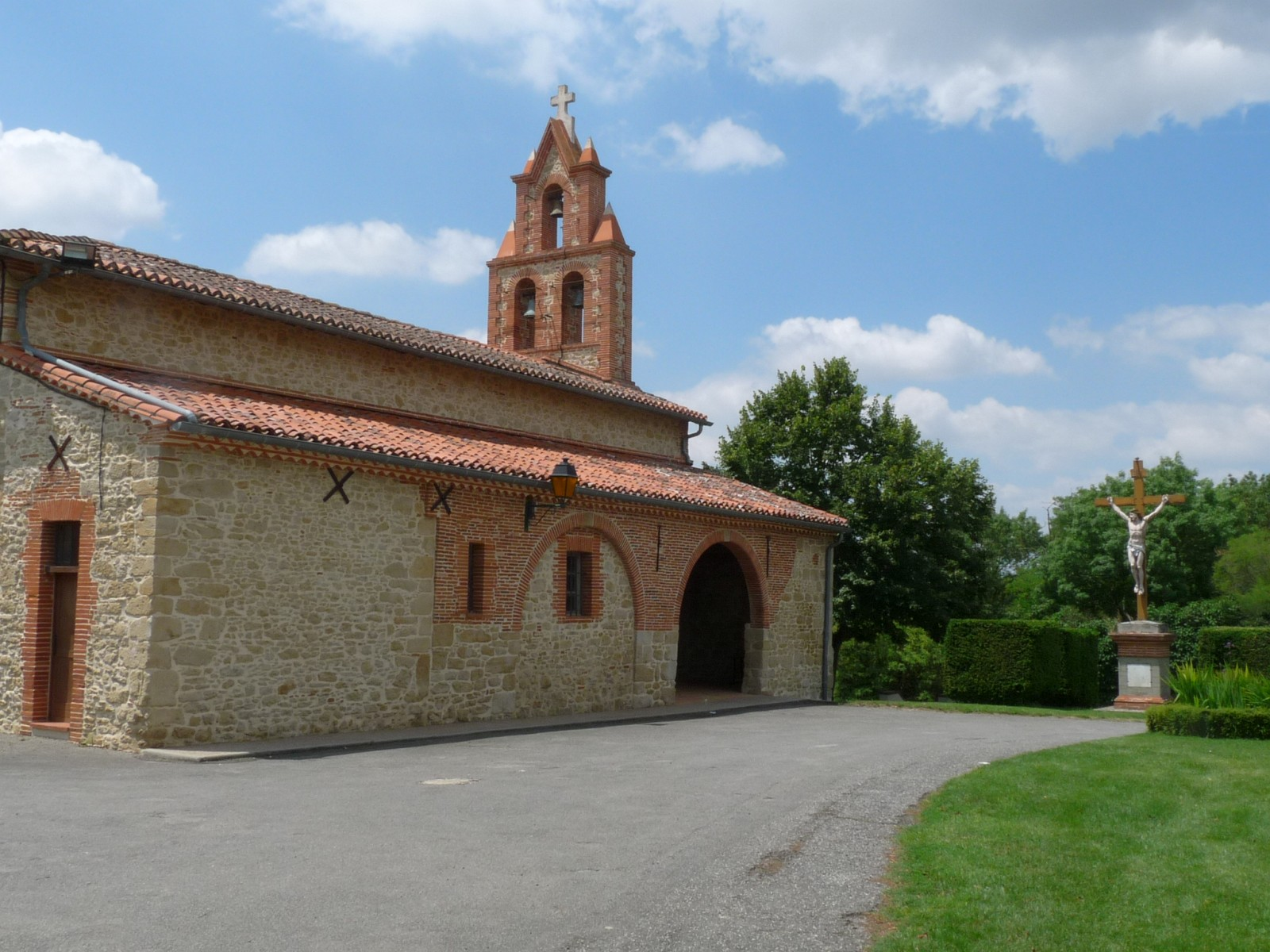
Kirche Saint-Étienne
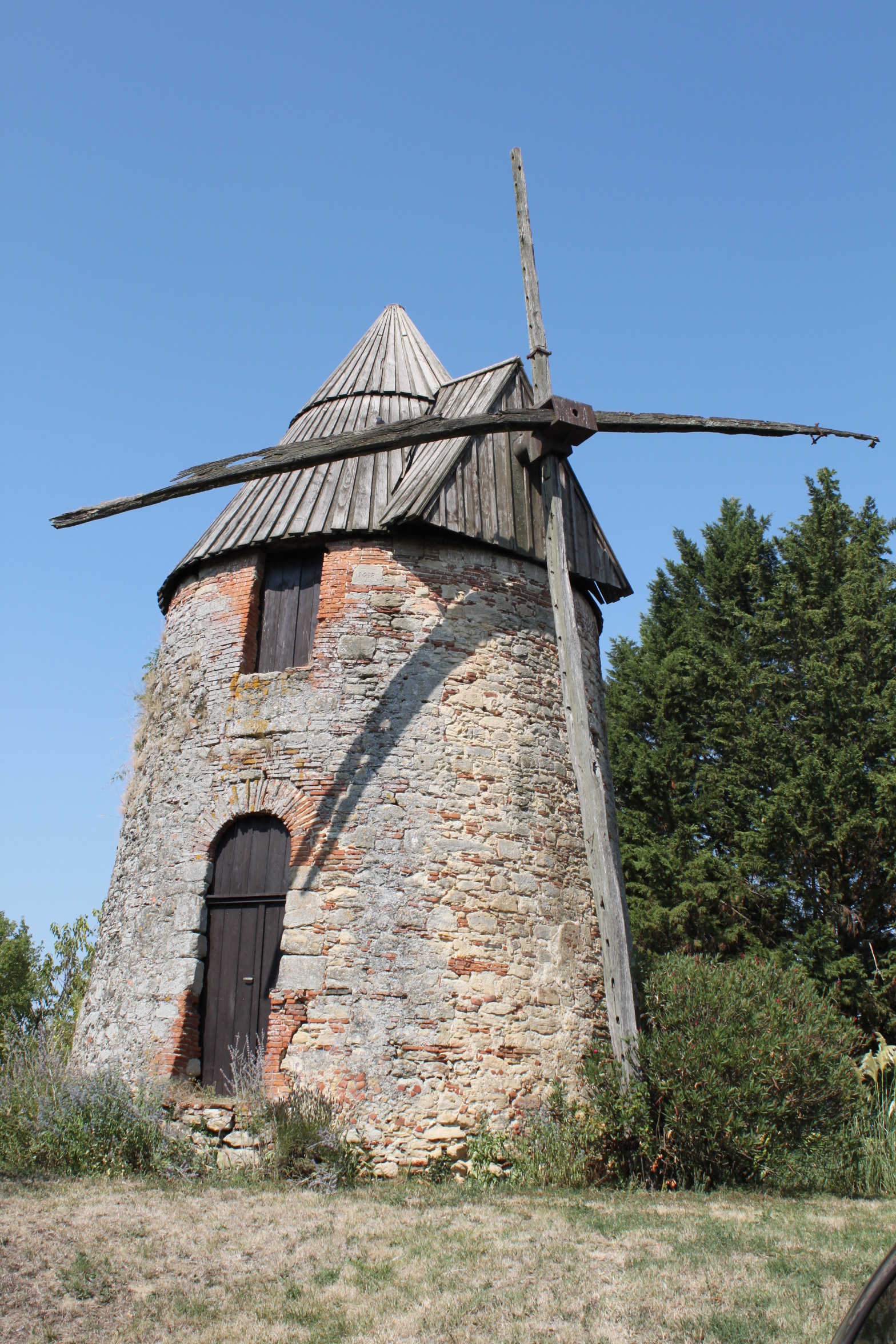
Windmühle von Carretou
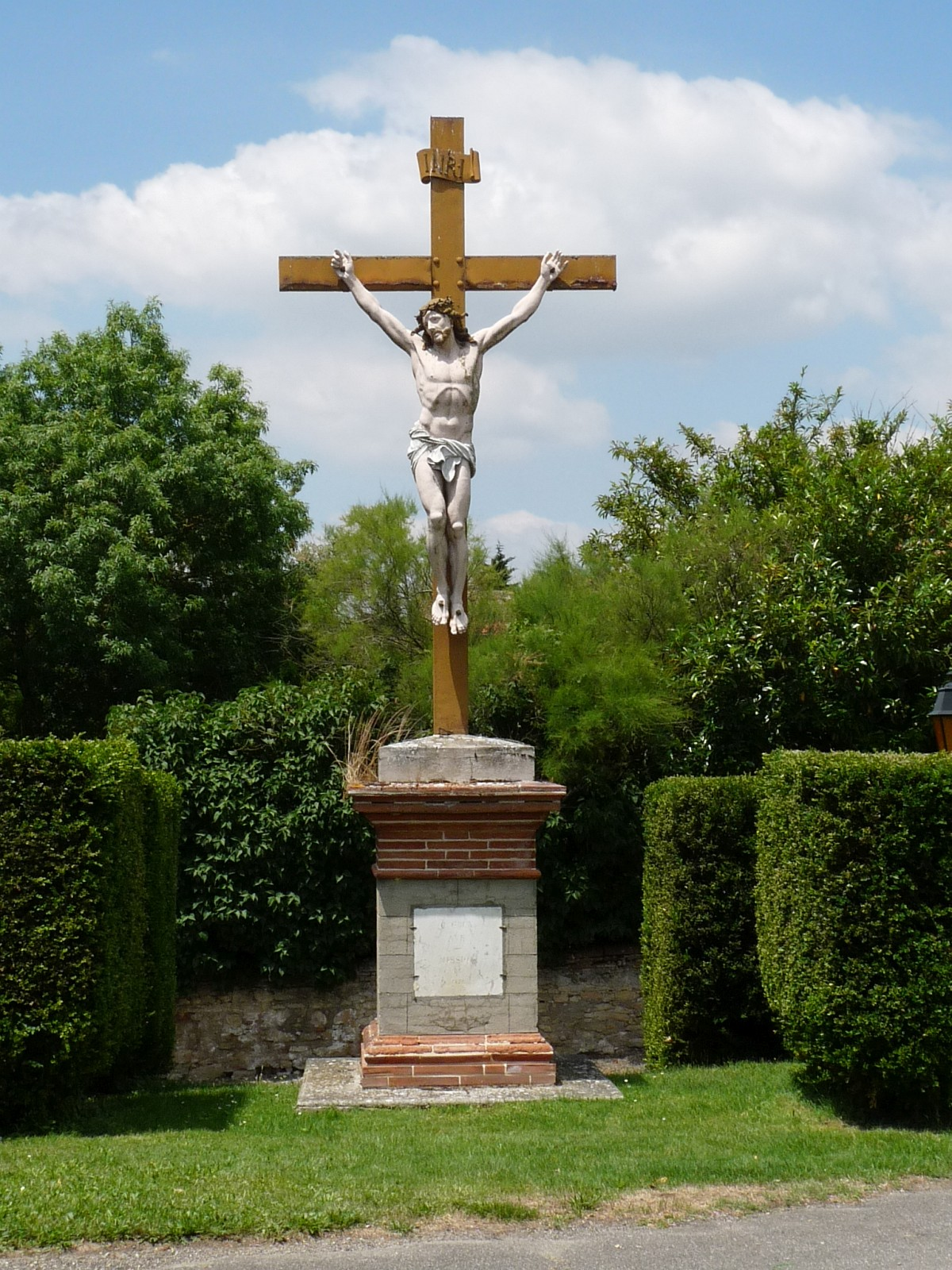
Flurkreuz